# Hemiphractus proboscideus
Hemiphractus proboscideus är en groddjursart som först beskrevs av Jiménez de la Espada 1870.  Hemiphractus proboscideus ingår i släktet Hemiphractus och familjen Hemiphractidae. IUCN kategoriserar arten globalt som livskraftig. Inga underarter finns listade i Catalogue of Life.